# Stephanie Maxwell-Pierson
Stephanie H. Maxwell-Pierson (ur. 4 stycznia 1964 w Somerville) – amerykańska wioślarka. Brązowa medalistka olimpijska z Barcelony.
Brała udział w dwóch igrzyskach olimpijskich (IO 88, IO 92). Brązowy medal w 1992 zdobyła w dwójce bez sternika, wspólnie z nią płynęła Anna Seaton. Na mistrzostwach świata zdobyła łącznie cztery srebrne medale w różnych konkurencjach.